# Черных, Сергей Александрович
Сергей Александрович Черных (9 (22) января 1912, Нижний Тагил, ныне Свердловской области — 16 октября 1941) — советский лётчик-истребитель, генерал-майор авиации (4 июня 1940), Герой Советского Союза (31 декабря 1936).

## Биография
Родился в 1912 году в городе Нижний Тагил (Нижнетагильский завод Пермской губернии), в семье рабочего. Русский. По окончании 7-ми классов школы работал в вагонном депо станции Нижний Тагил слесарем.
В Красной Армии по комсомольской путёвке с декабря 1930 года. Член ВКП(б) с 1932 года. В 1933 году окончил Военную школу лётчиков имени Краснознамённого Сталинградского пролетариата в Сталинграде (по информации музея Борисоглебского ВВАУЛ Черных С. А. окончил 2-ю ВШЛ). С декабря 1933 года служил в 107-й авиационной эскадрилье ВВС Московского военного округа: младший лётчик, старший лётчик, командир звена, командир эскадрильи. В марте 1936 года присвоено воинское звание «лейтенант».
С ноября 1936 года по февраль 1937 года участвовал в Гражданской войне в Испании командиром звена истребителей И-16. Лейтенант С. А. Черных выполнил в Испании около 80 боевых вылетов (имел 115 часов боевого налёта), в воздушных боях сбил 5 самолётов противника лично и 2 в составе звена.
«За образцовое выполнение специальных и труднейших заданий Правительства по укреплению оборонной мощи Советского Союза и проявленный в этом деле героизм» Постановлением ЦИК СССР от 31 декабря 1936 года лейтенанту Черных Сергею Александровичу присвоено звание Героя Советского Союза с вручением ордена Ленина. После учреждения знака особого отличия в 1939 году ему была вручена медаль «Золотая Звезда» № 21.
После возвращения в СССР в апреле-мае 1937 года в звании старшего лейтенанта назначен командиром авиаотряда. В сентябре 1937 года присвоено звание майор, назначен командиром эскадрильи.
Избран депутатом Верховного Совета СССР 1-го созыва (в 1937 году).
С марта 1938 года полковник С. А. Черных командовал 83-й авиационной бригадой ВВС Московского военного округа (Брянск). С мая 1938 — заместитель командующего ВВС Особой Краснознамённой Дальневосточной армии, с июня 1938 — 1-й Краснознамённой армии Дальневосточного фронта, с конца 1938 года — 2-й Краснознамённой армии на Дальнем Востоке. Участник боёв на озере Хасан в июле-августе 1938 года.
В ноябре 1939 года направлен на учёбу, окончил курсы усовершенствования начальствующего состава ВВС при Академии Генерального штаба РККА в 1940 году. По их окончании в феврале 1940 года назначен временно исполняющим должность командующего ВВС Одесского военного округа, в апреле — заместителем командующего ВВС Одесского ВО. Тогда же ему присвоено воинское звание комбриг.
С августа 1940 года командовал 9-й смешанной авиационной дивизией ВВС Западного Особого военного округа. Дивизия размещалась в районе Белостока. 9-я смешанная авиадивизия была одним из самых многочисленных соединений авиации ЗОВО. Также эта дивизия имела наибольший процент наличия самолётов новых, но чрезвычайно сложных в пилотировании и малоэфективных на средних и малых высотах моделей — МиГ-1, МиГ-3 (но при этом темпы переподготовки пилотов на самолёты новых моделей были крайне низкими, собственно опытные пилоты по разным причинам крайне неохотно осваивали новую материальную часть).

"... 9-я смешанная авиационная дивизия к началу войны получила 262 самолета МиГ-1 и МиГ-3 и приступила к их освоению. Всего было на "мигах" выпущено до 140 лётчиков и продолжался выпуск остальных. На новых самолётах производились только аэродромные полёты и отстрел пулемётов в воздухе. Материальная часть к началу войны была не освоена..."— Отчёт командующего ВВС фронта Науменко.
Дивизия под командованием С. А. Черных подверглась наиболее ожесточенным атакам врага с воздуха с первой минуты Великой Отечественной войны. В течение 22 июня 1941 года по аэродромам 9 сад Люфтваффе наносили последовательные бомбо-штурмовые удары; вследствие быстрого продвижения немецких сухопутных частей к аэродромам, отсутствия горючего, недостатка подготовленных пилотов для самолётов новых типов, всеобщего хаоса первого дня войны, повреждения взлетно-посадочных полос на аэродромах базирования было оставлено значительное количество повреждённых в результате ударов с воздуха, а также совсем исправных самолётов новых типов. Потери за 22 июня 1941 года были тяжелейшими: уничтожено 347 из 409 самолётов дивизии.
В этих условиях, при отсутствии связи с вышестоящим командованием, командир дивизии не смог предпринять эффективных действий для спасения уцелевшей материальной части и личного состава. Отдельные уцелевшие звенья и самолёты самостоятельно поднимались в воздух, вступая в бой с превосходящими силами врага. В них погибли почти все уцелевшие ранее самолёты. В ночь на 27 июня 1941 года на аэродром Сеща беспорядочно приземлились несколько прилетевших с запада советских самолётов, которые Черных принял за немецкий десант. Он приказал сжигать оборудование аэродрома, а сам покинул его и прибыл в Брянск, где доложил командованию о «десанте». Арестован в Брянске 8 июля 1941 года. Обвинён в преступном бездействии, трусости и невыполнении приказа.
28 июля 1941 года приговорён Военной Коллегией Верховного Суда СССР по статье 193-21, пункт "б" УК РСФСР к расстрелу, с лишением воинского звания и с конфискацией имущества. 16 октября 1941 года расстрелян на полигоне «Коммунарка».
Определением Военной коллегии Верховного суда СССР от 5 августа 1958 года полностью реабилитирован. Восстановлен в воинском звании .

## Награды
- Герой Советского Союза (31 декабря 1936, медаль «Золотая Звезда» № 21 вручена в 1939 году);
- Орден Ленина (31 декабря 1936);
- Орден Красной Звезды (26 мая 1936, за успехи в учебно-боевой подготовке);
- Юбилейная медаль «XX лет Рабоче-Крестьянской Красной Армии» (22 февраля 1938).

## Память
- Именем Героя названа улица в Нижнем Тагиле.
- На здании школы, где он учился, установлена мемориальная доска.